# Битва на Каялі
Битва на Каялі — битва між руськими князями та половцями відбулась 10-12 травня 1185 року поблизу річки Каяла.

## Місце битви
Похід Ігоря Святославича відбувався орієнтовно 23 квітня — 12 травня 1185 року, бої з половцями, скоріш за все, — 10 і 12 травня. Місце боїв — украй дискусійне, береги річок Сюурлій і Каяла, на роль котрих історики і краєзнавці запропонували десятки річок на території Харківської, Донецької, Запорізької областей України, Воронезької та Ростовської областей Росії.

## Командувачі
Руським військом керували брати Ігор Святославич і Всеволод Буй-тур Святославич, окремими полками керували син Ігоря Володимир (на момент битви князь путивльський) і племінник Святослав Олегович (1160—? рр., після походу 1185 р. або помер у полоні, або повернувся і став князем курським), а також воєвода чернігівського князя Ярослава Ольстин Олексич.
Половецьке військо очолювали хан Бурчевичів Гзак, лідер донецької конфедерації половців хан Кончак, син Гзака Роман Гзич, лідери орд Токсобичів, Колобичів, Єтебичів, Тертробичів, Улашевичів, Тарголове.

## Передумови битви і сили сторін
Ольговичі, зокрема Ігор Святославич (за деякими відомостями, його мати була з половецького княжого роду), вели гнучку політику щодо Степу та своїх суперників Мономаховичів, часто вступаючи в союзи то з одними, то з іншими. По суті, руський похід квітня — травня 1185 р. — епізод в особливих стосунках Русі та Степу, позначених як військовими конфліктами, так і приреченістю на співіснування. Безпосередньою метою Ігоря було підвищення авторитету серед родичів та взяття здобичі, для чого годився невеликий переможний похід проти хана Кончака, уже один раз розбитого об'єднаним руським військом у березні 1185 р. на річці Хорол. Тому сили князя Ігоря, навіть з урахуванням віддаленості зимових кочовищ хана на річці Тор, були не надто великими, можливо, 1—1,5 тисячі дружинників (навряд чи Ольговичі могли виставити більше), певна кількість «їздячої піхоти», кількасотенний загін легких кіннотників-ковуїв (лівобережний аналог відомих васалів київського князя — «чорних клобуків»). Повідомлення Татищева про 5 тисяч лише полонених русичів на Каялі є певним (хоча, може, й невеликим) перебільшенням. Сили половців були вочевидь більшими за руські, але будь-які відомості про них у літописі традиційно відсутні і мають виключно оцінний характер.

## Озброєння і тактика сторін
Як і в більшості руських походів у Степ, ядро руського війська складала кіннота — княжі важкоозброєні дружинники, доповнені легкими стрільцями з луків з числа тюрків-ковуїв. Стійкості руським полкам надавала присутність у складі війська «їздячої піхоти», що йшла в бій спішившись, формуючи традиційні щільні бойові шикування.
Тактична побудова русичів у першому бою з половецьким авангардом 10 травня була досить вдалою: руське військо вишикувалося в 6 полків, першу лінію (стрільці у прикритті основних сил) складали полки ковуїв, Володимира Ігоревича і полк відбірних стрільців з числа княжих ратників; «лінійна» піхота і кінні дружинники Ігоря — у центрі, Всеволода — на правому фланзі та Святослава Олеговича — на лівому.
Основу половецької тактики складали стратегічне заманювання супротивника в зручні для нападу легкої кінноти місця, відрізання від джерел води, довгий обстріл з луків і зрештою прикінцева серія ударів не надто численної важкої кінноти на чолі з ханськими дружинниками та родовою аристократією («господичичами»).

## Хід битви

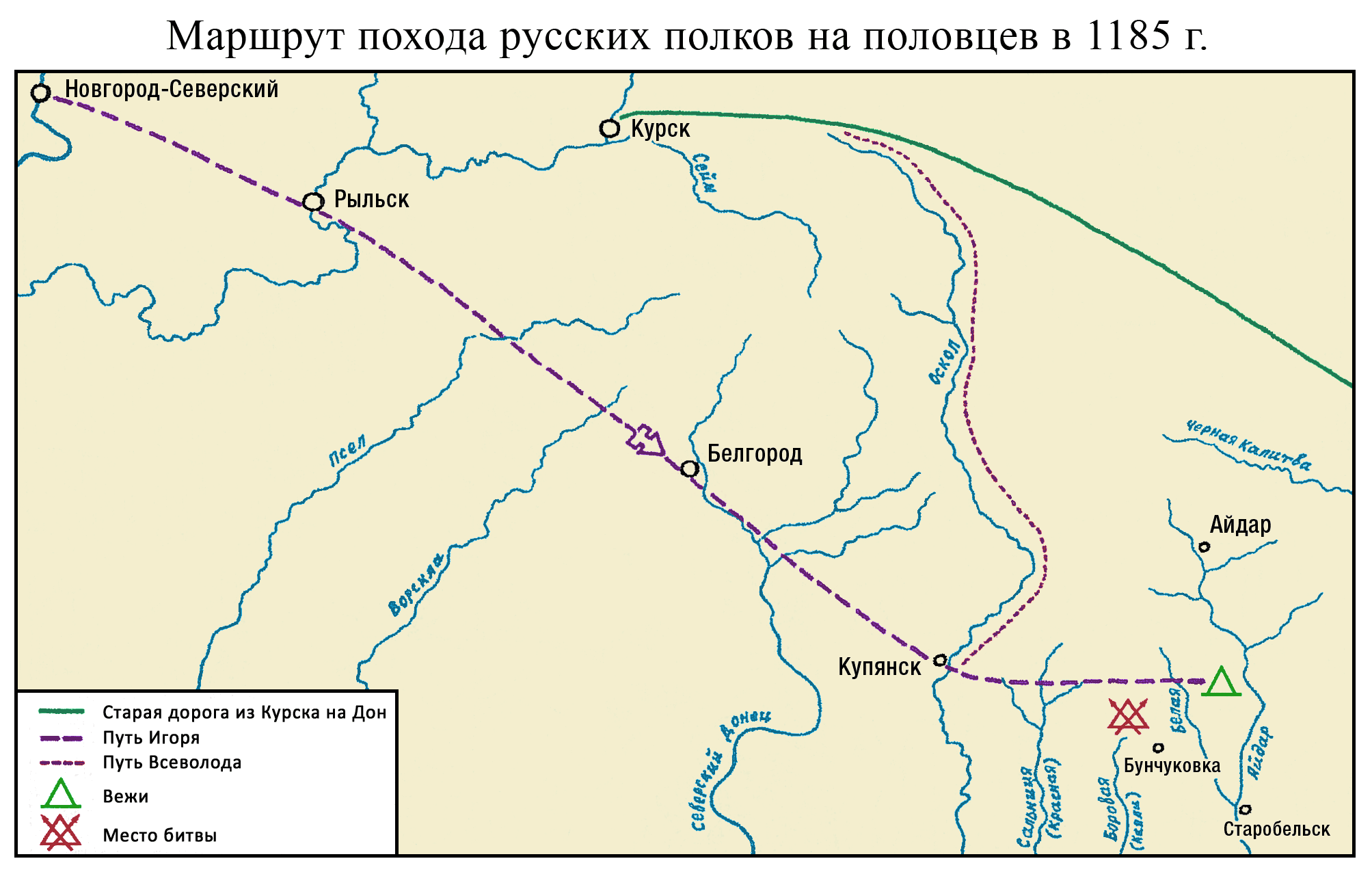
Маршрут походу руських полків на половців в 1185 р.

Похід розпочався 23 квітня, 1 травня Ігор став свідком сонячного затемнення, що не надто позитивно вплинуло на моральний стан його війська. Дочекавшись підкріплень — війська Всеволода, князь вирушив до зимових кочовищ Кончака, котрий спішно збирав сили. Перший бій відбувся на берегах степової річки Сюурлій 10 травня, русичі перемогли половецький авангард і взяли невелику здобич, захопивши частину половецьких «веж».
Побачивши підхід головних сил Кончака та Гзака, Ігор влаштував військову нараду, на котрій вирішили почати відступ. Можливо, через поганий стан коней воїнів Святослава Олеговича і наявність не дуже швидкої «їздячої піхоти» русичі відступали повільно, а потім взагалі спішилися (вкрай дискусійне місце з літопису). Відступ 11 та початок дня 12 травня супроводжував обстріл з половецьких луків, потім не витримали й почали тікати ковуї — наймобільніша частина княжого війська. Ігор, намагаючись повернути їх, відірвався з частиною дружинників від похідної колони і був взятий у полон (ще попереднього дня його руку поранили стрілою). Поріділе руське військо очолив Всеволод, який мужньо бився, схоже, сформувавши стіну з щитів поблизу загадкового «озера», але вже без шансів на порятунок: руські воїни гинули від обстрілу, у рукопашних сутичках або потрапляли в полон. До настання ночі все було скінчено.

## Втрати сторін і наслідки події
Половці здобули блискучу перемогу — у полон було взято 4 руські князі, кілька тисяч руських воїнів, серед яких і ядро дружинного війська Новгород-Сіверської землі; втечею врятувалися лише 15 русичів та кілька ковуїв. Втрати степовиків невідомі, але навряд чи вони були надто великі. Гзак спустошив території Посейм'я, Кончак навіть обложив Переяслав, який насилу оборонив тамтешній князь Володимир Глібович, а також узяв місто Римів. Щоправда, перелому в стосунках половців і Русі ці події не зробили. Говорити про неймовірну половецьку загрозу для Русі в цей період — велика натяжка.
Полон Ігоря тривав недовго: князь утік, тим самим врятувавши своїх підданих від уплати чималого викупу. Подальше одруження сина Ігоря, Володимира, з донькою Кончака призвело до міцного миру між колишніми ворогами.

## Історична пам'ять
Несподіваній поразці Ігоря надзвичайно пощастило майже одразу ж увійти в пам'ять сучасників, а згодом і нащадків, ставши символом боротьби Русі зі Степом і необхідності єднання руських князів. Результатом є і докладний опис події в літописі, і славнозвісне «Слово» (яке більшість істориків схильні вважати оригінальним епічним твором XII ст., а не пізнішою підробкою чи стилізацією), і десятки прозових, поетичних, драматичних творів, картин, натхненних героями та подіями 1185 р" не кажучи вже про сотні наукових історичних і краєзнавчих праць і цілих «енциклопедій» «Слова о полку…». Аж ніяк не вирішальна в політичній чи військовій історії Русі подія стала джерелом натхнення для класиків літератури, живопису та музичного мистецтва (В. Капніста, Т. Шевченка, С. Руданського, Ю. Федьковича, М. Шашкевича, Панаса Мирного, І. Франка, М. Рильського, Н. Забіли, Г. Хоткевича, В. Жуковського, А. Майкова, К. Бальмонта, М. Заболоцького, О. Югова, Ю. Нарбута, В. Васнецова, І. Білібіна, М. Лисенка, О. Бородіна, Я. Купали тощо).
Основні джерела про битву — Київський літопис за Іпатіївським літописним зведенням, «Слово о полку Ігоревім», невідомі літописи, використані у XVIII ст. В. Татищевим.